# Landschaftsschutzpark Schlesische Beskiden

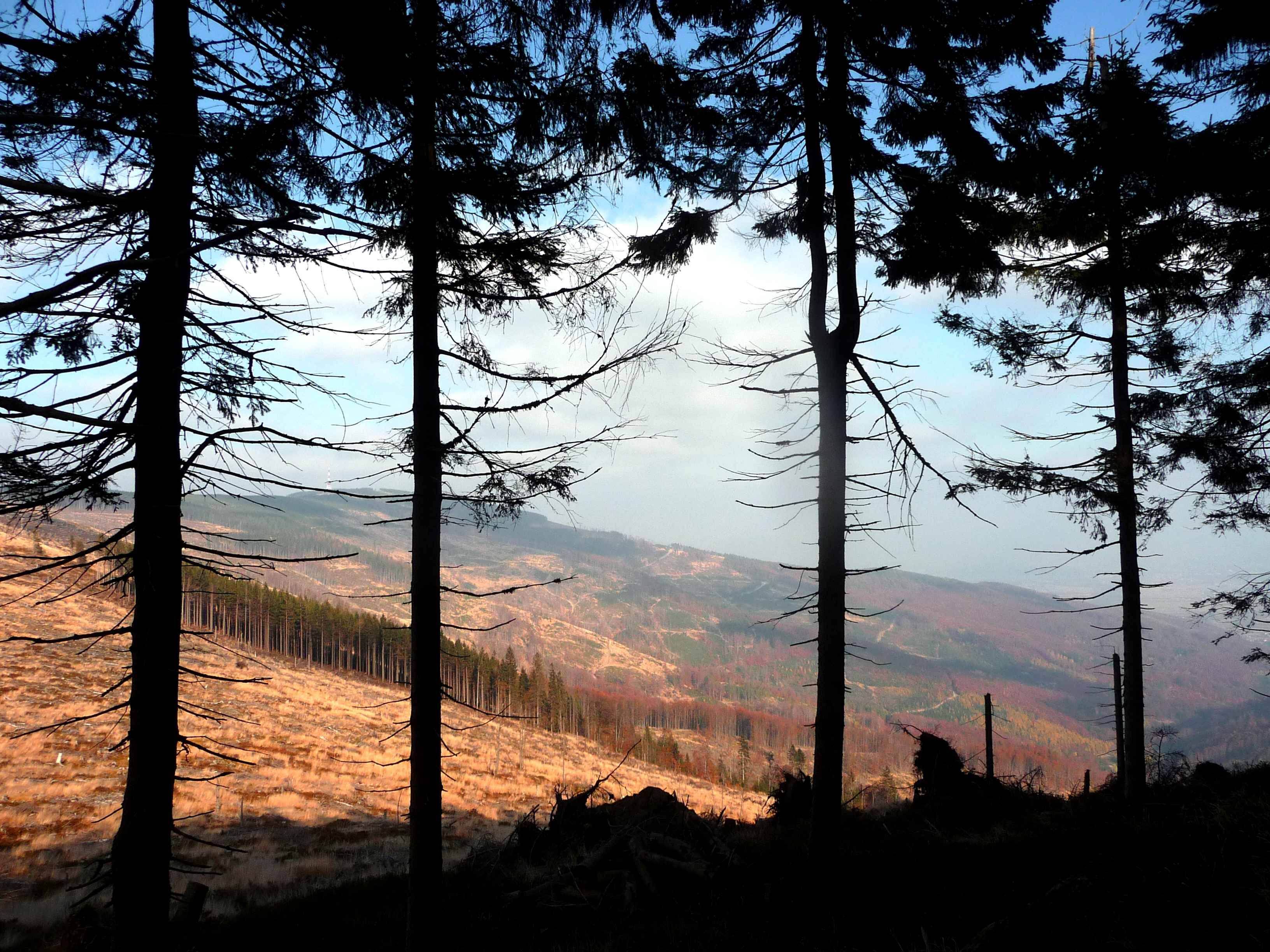
Umgebung von Skrzyczne

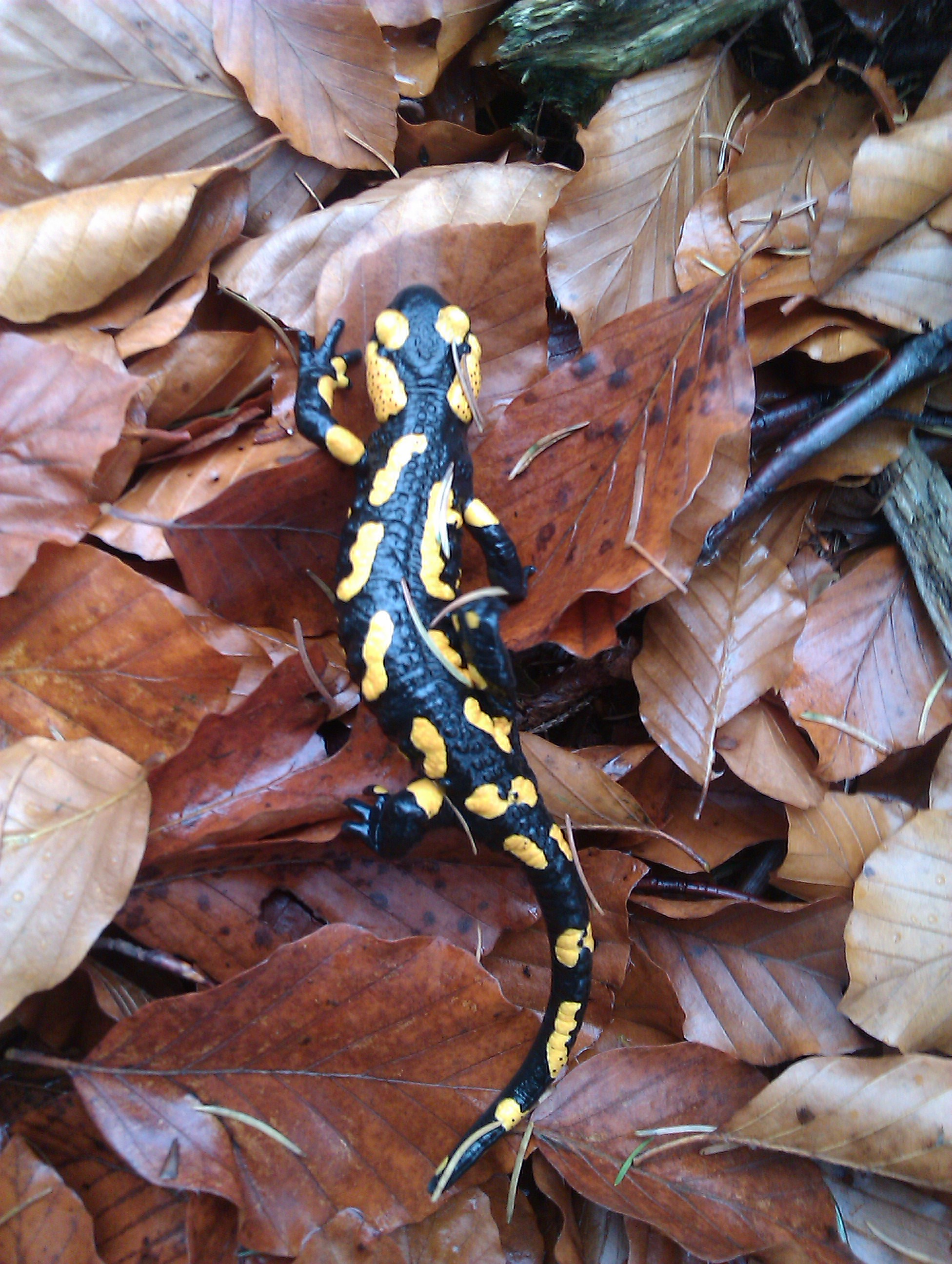
Feuersalamander

Der Landschaftsschutzpark Schlesische Beskiden (pl. Park Krajobrazowy Beskidu Śląskiego) ist ein Schutzgebiet der IUCN-Kategorie V in den Schlesischen Beskiden in der polnischen Woiwodschaften Schlesien. Der Park wurde im Jahr 1998 gegründet und stellt mit einer Fläche von 386,20 km² den größten Landschaftsschutzpark in der Woiwodschaft Schlesien dar. Teilstücke des Parks gehören zum europäischen Netzwerk von Schutzgebieten, Natura 2000, und sind als Naturreservat ausgewiesen.

## Geografie

### Lage
Der Landschaftsschutzpark befindet sich auf dem Gemeindegebiet von Bielsko-Biała, Szczyrk, Węgierska Górka, Milówka, Istebna, Wisła, Ustroń, Brenna, Buczkowice, Goleszów, Jaworze, Lipowa, Radziechowy-Wieprz und Wilkowice.

### Gliederung
Innerhalb des Landschaftsschutzparks gibt es zahlreiche streng geschützte Naturreservate:
| Name des Naturreservats                   | Deutsche Bezeichnung             | Größe     | Gemeinde             | Bild |
| ----------------------------------------- | -------------------------------- | --------- | -------------------- | ---- |
| Rezerwat przyrody Barania Góra            | Naturreservat Widderberg         | 383,04 ha | Wisła                |      |
| Rezerwat przyrody Czantoria               | Naturreservat Czantoria          | 97,71 ha  | Ustroń               |      |
| Rezerwat przyrody Dolina Łańskiego Potoku | Naturreservat Łański Potok Tal   | 46,89 ha  | Jasienica/Grodziec   |      |
| Rezerwat przyrody Jaworzyna               | Naturreservat Jaworzyna          | 40,03 ha  | Bielsko-Biała        |      |
| Rezerwat przyrody Kuźnie                  | Naturreservat Schmiedewerke      | 7,22 ha   | Lipowa/Twardorzeczka |      |
| Rezerwat przyrody Stok Szyndzielni        | Naturreservat Szyndzielnia-Hang  | 54,96 ha  | Bielsko-Biała        |      |
| Rezerwat przyrody Wisła                   | Naturreservat Weichsel           | 17,61 ha  | Wisła                |      |
| Rezerwat przyrody Zadni Gaj               | Naturreservat Hinterer Hain      | 6,39 ha   | Goleszów             |      |
| Lasy Beskidu Śląskiego                    | Wälder der Schlesischen Beskiden | 39,80 ha  | Wisła                |      |